# Emanuel Ringelblum
Emanuel Ringelblum (Búchach, Imperio austrohúngaro, 21 de noviembre de 1900 - Varsovia, 7 de marzo de 1944) fue un historiador, político y trabajador social polaco. Es conocido por sus Notas desde el Gueto de Varsovia, Notas de los refugiados en Zbaszyn, crónica de la deportación desde la población de Zbaszyn, y los llamados  Archivos Ringelblum (Oneg Shabat) del Gueto de Varsovia.

## Biografía
Antes de la Segunda Guerra Mundial Ringelblum trabajó para varias organizaciones sociales. Una de sus actividades más notables fue ayudar a los judíos polacos expulsados de Alemania entre 1938 y 1939. También fue conocido como historiador, siendo especialista en el campo de la historia de los judíos polacos entre la Baja Edad Media y el siglo XVIII.
Durante la guerra Ringelblum y su familia fueron reubicados en el Gueto de Varsovia. Allí dirigió una operación secreta llamada Oneg Shabat  Junto a muchos otros escritores judíos, científicos y otros particulares, Ringelblum recolectó diarios, documentos, pósteres y todo tipo de papeles que mantuvieran la memoria de la situación dentro del gueto. Entre las aproximadamente 25.000 hojas conservadas hay también descripciones detalladas de la destrucción de los guetos en otras partes de la Polonia ocupada por los nazis; el campo de exterminio de Treblinka, el campo de exterminio de Chelmno y gran número de informes hechos por científicos que estudiaron los efectos del hambre en los guetos.
Fue también uno de los más activos miembros de Żydowska Samopomoc Społeczna (en Polaco Ayuda Social Judía), una organización creada con el ánimo de ayudar a las personas hambrientas del Gueto de Varsovia. En vísperas de la destrucción del gueto, cuando todo parecía perdido, el archivo fue colocado en tres latas de leche y en cajas de metal. Algunas partes fueron enterradas en bodegas de los edificios de Varsovia.
Poco antes del Levantamiento del Gueto de Varsovia, Ringelblum, junto con su familia, huyó del gueto y se escondió en la zona aria. Sin embargo el 7 de marzo de 1944 su refugio fue descubierto por los nazis; Ringelblum, su familia, la familia polaca que les acogía y 35 resistentes del Gueto son capturados y fusilados, ese mismo día, en la prisión de Paviak.

## Los archivos de Ringelblum
El destino de los archivos nos es solo en parte conocido. En septiembre de 1946 diez cajas de metal fueron encontradas en las ruinas de Varsovia. En diciembre de 1950, en una bodega de otro edificio arruinado en el 68 de la calle Nowolipki, se encontraron dos latas de leche más que contenían más documentos. Entre ellos había copias de varios periódicos clandestinos, una narración de la deportación desde el Gueto de Varsovia, notas públicas del Judenrat (el consejo judío) y también documentos de la vida diaria, invitaciones a conciertos, cupones de leche y papeles de chocolatinas.
Pese a las repetidas búsquedas, el resto del archivo, incluida la tercera lata de leche, nunca han sido encontradas aunque se rumorea que se hallan bajo lo que hoy es la Embajada China en Varsovia. 